# 맥스 마티니
맥스 마티니(Max Martini, 1969년 12월 1일 ~ )는 미국의 배우이다.

## 작품 목록
- 50가지 그림자: 심연
- 콘택트
- 50가지 그림자: 해방 - 테일러 역
- 비거
- 일라이 - 폴 역
- SGT. 윌 가드너 - 윌 가드너 역 (감독, 제작, 각본)